# Орест Хомчинський
Орест Хомчинський (хресне ім'я Онуфрій; 7 червня 1780, Сідлиська — 7 вересня 1855, Жовква) — український церковний діяч, священик-василіянин, педагог, адміністратор (1823—1826) і протоігумен провінції Найсвятішого Спасителя (1826—1842).

## Життєпис
Народився 7 червня 1780 року в селі Сідлиська Перемишльської єпархії (можливо сучасне село Селиська (пол. Siedliska) гміна Медика, Перемишльський повіт, Підкарпатське воєводство, Польща) в сім'ї Стефана і Тетяни. Закінчивши дворічний курс філософії, вступив 26 серпня 1801 року до Василіянського Чину на новіціят в Добромильський монастир. Після року випробування відправлений до Бучача для викладання у головній нормальній школі. 1803 року переїхав до Замостя для продовження філософських студій. 15 серпня 1804 року склав вічні обіти у Василіянському Чині. 29 червня 1806 року у львівській церкві Петра і Павла отримав ієрейське рукоположення, яке уділив перемишльський єпископ Антін Ангелович.
Після завершення богословських студій призначений до Бучача на катехита головної нормальної школи. Звідтіля у 1810 році переїхав до Дрогобицького монастиря на посаду професора головної нормальної школи. У 1819 році став адміністратором Дрогобицького монастиря і парафії, а в 1822 році затверджений ігуменом і парохом у Дрогобичі. 16 вересня 1823 року обраний адміністратром провінції Найсвятішого Спасителя, а 4 серпня 1826 року — протоігуменом. Після цього ще тричі був обраний на протоігуменський уряд (у 1830, 1834 і 1838 роках). У 1835 році перемишльський владика Іван Снігурський інтронізував о. Ореста Хомчинського на посаду Жовківського архимандрита.
15 травня 1849 року о. архимандрит Орест Хомчинський відправив урочисту літургію на площі перед собором святого Юра у Львові з нагоди першої річниці від дня ліквідації панщини.
Помер 7 вересня 1855 року в Жовкві. Похований на міському цвинтарі міста Жовква; могила збереглася до наших днів.